# Rye Foreign
 (août 2023).
Rye Foreign est une paroisse civile et un hameau du Sussex de l'Est, en Angleterre.